# Le Périer
Le Périer is een plaats en voormalige gemeente in het Franse departement Isère in de regio Auvergne-Rhône-Alpes en telt 126 inwoners (1999). De plaats maakt deel uit van het arrondissement Grenoble.

## Geschiedenis
Le Périer is op 1 januari 2019 gefuseerd met de gemeente Chantelouve tot de gemeente Chantepérier.

## Geografie
De oppervlakte van Le Périer bedraagt 44,3 km², de bevolkingsdichtheid is 2,8 inwoners per km².
De onderstaande kaart toont de ligging van Le Périer met de belangrijkste infrastructuur en aangrenzende gemeenten.

## Demografie
Onderstaande figuur toont het verloop van het inwonertal.